# Obra del Ballet Popular
L'Obra del Ballet Popular és una entitat fundada a Barcelona el 1950, actualment reconvertida en una federació. Està integrada per una cinquantena d'entitats sardanistes i de dansa tradicional, majoritàriament esbarts dansaires. Té la seu a la Casa de la Sardana, al Carrer Pou de la Figuera núm.15, de Barcelona. L'any 1995, la institució va ser distingida amb la Creu de Sant Jordi.

## Història
L'Obra del Ballet Popular va néixer d'una manera més o menys difusa, amb moltes precaucions i en la clandestinitat més absoluta, tot just acabada la Guerra Civil, l'any 1939. És per aquesta circumstància que no es conserva documentació de cap mena, sinó només la memòria i la transmissió oral. En el llibre Aproximació a la Història de l'Obra del Ballet Popular, de Ricard Jové Hortoneda, presentat el mes de juny de 2012, en el capítol segon: Precedents o antecedents històrics de l'Obra del Ballet Popular, pàgines 25 i següents, s'hi explica amb molt de detall la gènesi d'aquesta Institució i en la resta del llibre totes les diverses iniciatives i actuacions de l'entitat, obra de la qual remarcaríem especialment els capítols X i VIII, per aquest ordre, que tracten sobre la Bandera de Respecte, que l'any 1982 la Institució, al capdavant de diverses entitats que li varen donar suport, va obsequiar la Generalitat de Catalunya, que venia a ocupar el lloc de la que els Casals Catalans d'Amèrica havien obsequiat a la Mancomunitat de Catalunya l'any 1922, que va desaparèixer subreptíciament l'any 1923, a causa del cop d'estat de Primo de Rivera. El capítol VIII parla extensament de l'Homenatge Nacional de Catalunya a la Sardana, que es va celebrar l'any 1979, a Barcelona.
L'any 1944, Francesc Pujol -a instàncies de Rafel Patxot- proposa a Manuel Cubeles la possibilitat de confeccionar el segon volum del Diccionari de la dansa. En les converses que mantenen apareix la idea de crear l'Obra del Ballet Popular i vincular-lo a l'Obra del Cançoner Popular de Catalunya. El projecte es comença a desenvolupar sota la protecció de la Comissió Abat Oliba. La mort de Francesc Pujol el 1945 trenca el lligam entre els dos projectes i l'Obra del Ballet Popular passa a desenvolupar-se sota el paraigües de l'Esbart Verdaguer. Es considera format a partir de l'any 1947, tot i que no adquireix personalitat jurídica pròpia fins a l'any 1950. En aquests primers anys va tenir la màxima activitat en recerca, emulant les missions dels folkloristes de principis de segle i elaborant fitxes de caràcter etnogràfic, tècnic i d'indumentària, un llibre de registre de ballets i un fitxer amb sardanes.
En un principi concentrada als esbarts, a partir del 1955 s'amplia al món de la sardana iniciant cursos de capacitació sardanista, i des del 1959 establí les Jornades d'Estudis Sardanistes. El 1960 instaurà el Dia Universal de la Sardana i la proclamació de la Ciutat Pubilla de la Sardana. El 1966 establí La Caravana de la Flama de la Sardana que, emulant els Jocs Olímpics i passant per diverses poblacions de Catalunya, recollia la Flama de la Sardana de la Ciutat Pubilla de l'any anterior i la portava a la nova Ciutat Pubilla on la podia lluir tot l'any.
El president de l'Obra del Ballet Popular actualment és Joan Gómez. El càrrec de president de l'Obra del Ballet Popular ha estat ocupat també per Juli Peinado i Sánchez, Bartomeu Duran i Olària, Joan Vidal i Gayolà, Josep M. Morera i Surroca, Salvador Millet i Maristany, Josep Mainar i Pons i Lluís Moreno i Pallí.

## Activitat
Les activitats anuals que organitza són tres:
- Aplec d'esbarts a Montserrat, que té lloc un diumenge de maig al matí al Santuari de Montserrat. L'acte reuneix desenes d'esbarts que ballen conjuntament després de participar en la missa conventual. Les danses que es ballen en aquest aplec cada any són diferents, si bé, sempre té lloc la 'Dansa de l'ofrena' una dansa creada específicament per a l'ocasió com a ofrena a la Patrona de Catalunya. L'aplec acaba amb la sardana 'És la moreneta' d'Antoni Carcellé.

- Trobada Sardanista a Montserrat, que té lloc un diumenge d'octubre al matí al Santuari de Montserrat. Després de la Missa conventual, té lloc una gran ballada de sardanes a les places del santuari que acaba amb la sardana 'És la Moreneta' d'Antoni Carcellé. En el marc d'aquesta trobada, a la tarda es descobreixen els claus votius que les entitats sardanistes que celebren aniversaris posen al mur de Pep Ventura, al Camí dels Degotalls per a recordar l'efemèride.

- Trobada d'escoles de cobla. Aquesta activitat consta d'una ballada de sardanes amb dues o tres escoles infantils de cobla que cada any es du a terme en una població diferent en el marc de la Capitalitat de la Sardana.
- Premis Nacionals de la Dansa Tradicional. L'Obra del Ballet Popular i la Federació Agrupament d'Esbarts Dansaires, lliuren els Premis Nacionals de Dansa Tradicional, amb els quals distingim persones i entitats que destaquen per la difusió, recerca, exhibició, consolidació, recuperació o manteniment de la dansa tradicional catalana, especialment en àmbits locals.

A més, històricament, la institució concedia anualment els següents premis:
- Medalles al mèrit:
  - Medalla al mèrit sardanista
  - Medalla al mèrit musical
  - Medalla al mèrit cívic
  - Medalla al mèrit a la dansa popular catalana

- Altres premis:
  - Premi a la continuïtat
  - Premi a la dedicació
  - Premi a la divulgació pedagògica
  - Premi a mitjans de comunicació
  - Premi al suport de la iniciativa privada
  - Premi a edició d'estudis sardanistes
  - Premi a la producció discogràfica

Cal dir, però, que des de l'any 2013, aquests premis passaren a anomenar-se Premis Capital de la Sardana, i es van integrar dins el projecte Capital de la Sardana de la Confederació Sardanista de Catalunya.